# Tanzánia címere

Tanzánia címere

Tanzánia címere egy afrikai harci pajzs, amelyet négy vízszintes részre osztottak. A legfelső részen egy vörös fáklyát ábrázoltak, alatta a nemzeti zászlót helyezték el, a harmadik negyed vörös színű egy sárga fejszével és kapával, míg a legalsó negyedben kék és fehér hullámos sávok láthatók. A pajzsot egy férfi és egy nő tartja, a másik kezükben egy-egy elefántagyar látható. A pajzs alatt, fehér szalagon, vörös betűkkel olvasható az ország mottója: „Uhuru na Umoja” (Szabadság és egység). 